# Còmmode
|  | Per a altres significats, vegeu «Còmmode (desambiguació)». |

Marc Aureli Còmmode Antoní (inicialment Luci Eli Aureli Còmmode) (31 d'agost del 161 - 31 de desembre del 192) fou un emperador romà de la dinastia Antonina que va governar del 180 fins al 192. És sovint considerat un dels pitjors emperadors romans, de la dimensió de Neró i Calígula, amb els quals, a causa de la seva inestabilitat i els seus freqüents excessos, se sol agrupar sota el nom dels «emperadors folls». El seu ascens al tron va posar punt final a l'era dels cinc bons emperadors.

## Vida
Còmmode era el fill del popular Marc Aureli. Tenia un germà bessó, Antoní, que va morir quan tenia quatre anys, i una germana, Ànnia Lucil·la, que es va veure implicada en conspiracions per treure'l del tron. Es va casar amb Crispina.
Va esdevenir coemperador del seu pare el 177, i quan es va convertir en emperador de propi dret el 180, seguint la mort del seu pare, al començament es va interpretar com quelcom positiu per la gent de l'imperi, tot i que no comptava amb les simpaties del Senat, hostil a la successió dinàstica i a la pau forçosa proposada per l'emperador.
Malgrat l'esperança general, comparat amb el regnat pròsper i la personalitat generosa i magnànima del seu pare, Còmmode va resultar ser tot el contrari, amb l'única excepció que va aturar la persecució dels cristians iniciada per Marc Aureli. Còmmode, havent estat criat en el món militar, posseïa una preparació immillorable al camp de batalla, però malauradament la seva intenció no era governar amb saviesa el seu imperi, sinó la de gaudir d'una vida de privilegi i luxe. Còmmode se sol considerar un home boig, i sembla cert que es donava a excessos. Va començar el seu regnat fent un tractat de pau poc favorable amb la tribu germànica dels marcomans, que havien estat en guerra contra el seu pare, i així va perdre els territoris que ell havia conquerit. Còmmode més endavant participaria en guerres contra els germànics, sovint amb resultats parcialment victoriosos, però que ell informava al Senat com si es tractés de veritables victòries.
Còmmode estava extremadament orgullós de la seva forma física, i menystenia les inclinacions més filosòfiques del seu progenitor. Va ordenar que es fessin moltes estàtues d'ell mateix, vestit d'Hèrcules, amb pells de lleó i un garrot. Tenia la ferma convicció que era la reencarnació d'aquest heroi, i sovint simulava les seves gestes baixant a l'arena per lluitar amb animals salvatges. Cassi Dió i els escriptors de la Historia Augusta digueren d'ell que era un gran arquer, i que podia arrancar el cap d'un estruç al galop, o matar una pantera mentre atacava una víctima a l'arena.
L'emperador també era un apassionat del combat de gladiadors, cosa que va dur prou lluny per a baixar a l'amfiteatre vestit de gladiador, fet escandalós per als romans, que consideraven els gladiadors l'escòria de la societat. Còmmode sempre guanyava els seus oponents, ja que tots es rendien a l'emperador. Aquestes lluites públiques no acabaven en la mort del derrotat, però l'emperador sí que matava en privat els gladiadors amb els quals practicava. Per cada aparició que feia a l'arena, cobrava un milió de sestercis a la ciutat de Roma, i això es va convertir en un problema per a l'economia de la ciutat.
Havia estat molt preparat per a la successió, però havent nascut en la riquesa, el treball li era aliè i preferia passar el temps amb el seu harem d'uns 300 homes i dones a tenir cura dels afers d'estat. Va posar parents i gent pròxima a ell en els càrrecs d'administració de l'imperi, i ell s'enduia part dels diners que robaven. Va vendre els seus deures com a emperador a un conseller privat anomenat Cleandre que va estendre la corrupció fins a límits desconeguts. Nombrosos acadèmics de l'antiguitat parlen també d'una relació incestuosa amb la seva germana Lucil·la.
El 191 part de la ciutat de Roma va patir un incendi, i Còmmode no va perdre l'oportunitat de tornar a fundar la ciutat en el seu propi honor, reanomenant-la Colonia Commodiana. Els mesos del calendari també van patir un canvi de nom en el seu honor (Lucius, Aelius, Aurelius, Commodus, Augustus, Herculeus, Romanus, Exsuperatorius, Amazonius, Invictus, Felix, Pius) i el Senat va prendre el nou nom de Senat Afortunat Commodià. L'exèrcit, seguint aquesta línia, va esdevenir Exèrcit Commodià. Còmmode intentà refundar la religió a l'antiga Roma.
Un any més tard, l'esclau Narcís va estrangular Còmmode en el seu bany, per ordre d'un grup de conspiradors encapçalats pel prefecte Laetus, amb la complicitat de l'amant de l'emperador, la seva cosina Màrcia. El dia anterior havia planejat la seva marxa cap al Senat vestit de gladiador per prendre el càrrec de cònsol. Un cop mort, el Senat va aprovar la damnatio memoriae de la seva persona i va restaurar el nom de Roma i el de les seves institucions. Malgrat la mala propaganda que se n'havia fet els anys posteriors, el 195 l'emperador Septimi Sever intentà guanyar el favor de la família de Marc Aureli, va restaurar la memòria de Còmmode i va fer que el Senat el divinitzés.

## Llegat
Se sol dir que el regnat de Còmmode va marcar l'inici del declivi de l'imperi: la corrupció omnipresent com a resultat de la venda dels alts càrrecs a personatges incompetents va ser molt perjudicial per l'economia romana, i a més va causar el caos derivat del canvi de mans d'aquests càrrecs. Per si no fos prou, la seva passió pel combat costava prop d'un milió de sestercis a l'urbs cada cop que sortia a lluitar (un pot de coure usat valia 65 sestercis).
Es van produir diverses rebel·lions a províncies, es va descuidar la guarda de les fronteres i van declinar les finances. Una de les rebel·lions provincials va tenir lloc a la Tarraconense quan un desertor de l'exèrcit anomenat Matern va formar una banda armada que va anar engrossint les seves files i es va convertir en un exèrcit rebel, que actuava a Hispània i les Gàl·lies assetjant diverses ciutats (s'ignora quines). Matern va arribar a planejar un atac a Roma i assassinar Còmmode (pla que es va impedir), però finalment va ser derrotat. No se saben les causes de la rebel·lió de Matern (ni del seu èxit) ni l'àmbit geogràfic que es va desenvolupar la rebel·lió. Del mateix Matern tampoc es coneix el seu origen.

## Còmmode i la cultura popular

### Cinema
- La caiguda de l'imperi romà (1964) - interpretat per Christopher Plummer.
- Gladiator (2000) - interpretat per Joaquin Phoenix.

### Altres
- La novel·la d'aventures Caesar Dies de l'escriptor britànic Talbot Mundy descriu l'assassinat de Còmmode i els fets anteriors a aquest.
- Més recentment, el videojoc Colosseum: Road to freedom ha inclòs Còmmode com a possible oponent.
- Entre altres figures contemporànies seves, Còmmode apareix al MMORPG històric Roma Victor, ambientat a la dècada dels 180.